# Флорімон Бонт
Флорімо́н Бонт (фр. Florimond Bonte; 22 січня 1890, Туркуен — 19 листопада 1977, Флері-Мерожис) — французький політичний діяч.
Член Французької комуністичної партії (ФКП) з 1920 і ЦК ФКП — з 1926. Як член палати депутатів (з 1936) Бонт виступив на її засіданні 30 листопада 1939 з викриттям урядової політики потурання гітлерівській агресії і вимагав збереження франко-радянського союзу. В 1939 був заарештований і разом з іншими депутатами-комуністами засланий на каторжні роботи в Алжир, де перебував до 1943. 1945—56 — редактор щотижневика Французької комуністичної партії «Франс нувель» («France Nouvelle» — «Французькі новини»).